# Führungsgröße
Die Führungsgröße ist in der Regelungstechnik die Größe, auf die die Regelgröße gebracht werden soll. Sie wird von außerhalb durch den Bediener oder ein anderes technisches System vorgegeben. Die Regelung vergleicht die Regelgröße mit der Führungsgröße, indem sie die Regeldifferenz zwischen Führungs- und Regelgröße bildet. Entsprechend wird dann über das Stellglied das zu regelnde System beeinflusst.
Zum Beispiel ist bei einer Heizung die Temperatur die Regelgröße. Die am Thermostat eingestellte Temperatur ist die Führungsgröße. Die Differenz zwischen eingestellter und tatsächlicher Temperatur ist die Regeldifferenz. Entsprechend wird die Heizleistung erhöht oder verringert.
Der augenblickliche Wert der Führungsgröße ist der Sollwert, analog hierzu ist der augenblickliche Wert der Regelgröße der Istwert. Ändert sich die Führungsgröße zeitlich nicht, werden die Begriffe „Sollwert“ und „Führungsgröße“ auch synonym benutzt.